# Park Narodowy Aconquija
Park Narodowy Aconquija (hiszp. Parque nacional Aconquija) – park narodowy w Argentynie położony w zachodniej części prowincji Tucumán, w departamentach Juan Bautista Alberdi, Chicligasta, Monteros, Río Chico i Tafí del Valle. Zajmuje obszar 762,07 km². Został utworzony w 1995 roku jako Park Narodowy Campo de los Alisos (hiszp. Parque nacional Campo de los Alisos). W 2018 roku jego obszar został kilkukrotnie powiększony i od tego czasu nosi obecną nazwę.

## Opis
Park położony jest na wschodnich zboczach pasma górskiego Sierra del Aconquija (jedno z pasm Sierras Pampeanas), w dorzeczu rzek Jaya i Las Pavas. Niżej położona część parku należy doekoregioniu Yungas. Występuje tu tropikalny wilgotny las górski (las mglisty). Wyżej położona część parku, w dużej części pokryta wiecznym śniegiem i lodowcami, to ekoregion Wysokie Andy. Najwyższy szczyt – Cerro del Bolsón ma wysokość 5552 m n.p.m..
Na terenie parku znajduje się południowa część systemu dróg dawnego Imperium Inków – Qhapac Ñan oraz ruiny miasta Inków – La Ciudacita położone na wysokości 4400 m n.p.m. Qhapac Ñan zostało wpisane w 2014 roku na listę światowego dziedzictwa UNESCO.
Klimat subtropikalny. W niższej części parku średnia temperatura latem wynosi około +28 °C, a zimą spada do +16 °C.

## Flora
Do wysokości 850 m n.p.m. rośnie m.in.: tipuana z gatunku Tipuana tipu, Parapiptadenia excelsa, jakaranda mimozolistna, Chorisia insignis, Blepharocalyx gigantea, Tabebuia avellanedae, Malaxis padilliana, Oncidium viperinum, Aechmea distichanta, Tillandsia pulchella, Rhipsalis lorentziana.
Wyżej (do około 1500 m n.p.m.) najczęściej spotykany jest m.in.: orzech z gatunku Juglans australis, Cedrela lilloi, Horco molle, bez z gatunku Sambucus peruvianus, Cinnamomum porphyrium, Piptadenia excelsa, Fagara coco, Eugenia pungens, Cupania vernalis, Allophylus edulis, pieprz z gatunku Piper tucumanum.
Od 1500 do 2400 m n.p.m. rosną m.in.: olsza z gatunku Alnus jorullensis, zastrzalin z gatunku Podocarpus parlatorei, Prunus tucumanum i krinodendron z gatunku Crinodendron tucumanum.
Na wysokości 2500–3300 m n.p.m. występują głównie trawy oraz Polylepis australis.

## Fauna
Na terenie parku występuje ponad 300 gatunków ptaków. Są to m.in.: narażone na wyginięcie rudoliczka szarobrzucha (występuje w godle parku), pluszcz rdzawogardły, kondor wielki, amazonka żółtouda, a także drzewiarz wąsaty, drzewiarz białobrewy, garncarz rdzawy, wdowik andyjski, dzierzbotyran białosterny, tyrańczyk skromny, krasnoczubek ognisty, świergotek andyjski, łuszcz kapturowy, szafranka kanarkowa, kusoń andyjski, penelopa ciemnonoga, amazonka czerwonoczelna, zbrojówka, safo, brzęczek cienkosterny.
Ssaki żyjące w parku to m.in.: narażone na wyginięcie huemal peruwiański i ocelot andyjski, a także mazama szara, gwanako andyjskie, ocelot wielki, ocelot argentyński, jaguarundi amerykański, puma płowa, nibylis argentyński, skunksowiec andyjski, grizon mniejszy, hirara amerykańska, wydrak długoogonowy, szop krabożerny, pekariowiec obrożny, wiskacza górska.